# François Carli
François Carli (Marseille, 11 april 1872 - Marseille, 19 december 1957) was een Franse beeldhouwer, producent van gipsafgietsels en organisator van tentoonstellingen in zijn "Atelier-musée des frères Carli" in Marseille.   

## Familie
Hij was de jongere broer van de beeldhouwer Auguste Carli. In 1897 trouwde hij met Jeanne Gondard, de zus van de beeldhouwer Paul Gondard. 

## Beeldhouwer

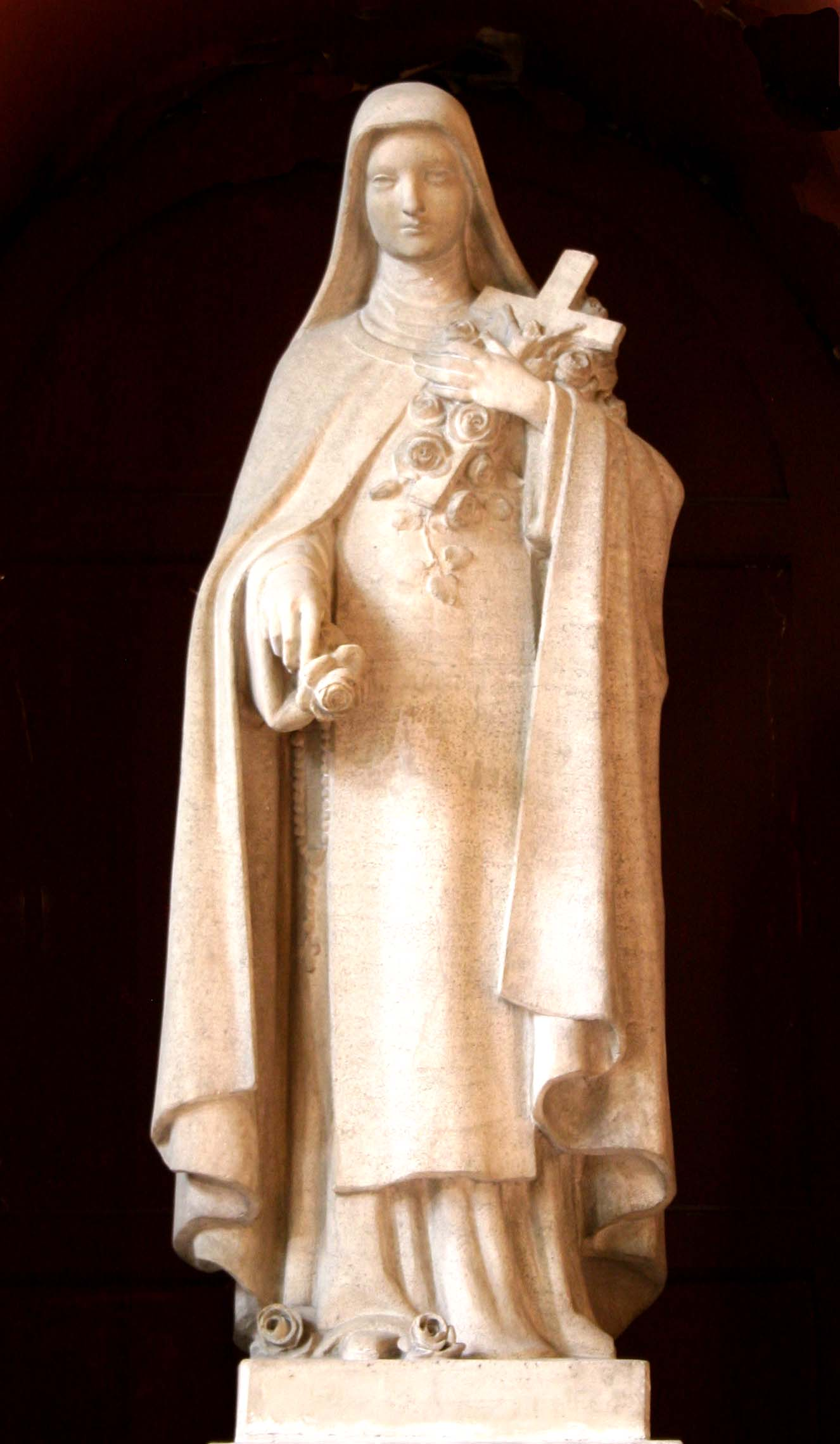
Beeld van Theresia van Lisieux

François Carli werd algemeen erkend als uitstekend beeldhouwer. Als beeldhouwer was hij vooral bekend voor zijn religieuze beelden. Hij kreeg opdrachten voor beelden in verschillende kerken en ornamenten voor grafstenen.  
Reeds in 1899 kreeg hij opdracht voor het maken van een marmeren beeld van priester Jean-Joseph Allemand, de stichter van "L'oeuvre de la Jeunesse" in Marseille. Hij kreeg hiervoor zeer lovende kritieken. "François Carli blinkt namelijk niet alleen uit in de kunst van het imiteren van de meesterwerken van oude en moderne beeldende kunst, hij weet hoe hij, wanneer hij wil, een werk vanuit het niets kan creëren met een gewetensvolle en zeer persoonlijke vaardigheid". Voor deze sculptuur ontving hij later een bronzen medaille op het "Salon van Franse kunstenaars" in 1920, de enige onderscheiding die ooit toegekend is aan religieuze beeldhouwkunst.
Een bekend beeld is de heilige Theresia van Lisieux voor de kerk Saint-Cannat en een marmeren bas-reliëf in de vorm van een medaillon met het profiel van Johannes Maria du Lau voor de kerk Saint-Trophime in Arles.   
Hij maakte ook het oorlogsmonument van de gemeenten Eyguières en Cabannes.

## Matrijsmaker en producent van gipsen afgietsels
Hij nam de ouderlijke werkplaats voor het vervaardigen van gipsafgietsels in de rue Jean Roque 6 in Marseille over. Hij was algemeen erkend voor zijn expertise in het maken van afgietsels. Dit atelier produceerde vooral kopieën van beeldjes uit Tanagra, sculpturen uit Egypte en Chaldeeën en andere kopieën van klassieke sculpturen, religieuze beelden, maar ook verkleinde versies van beeldhouwwerken van hem zelf en zijn broer.  
Bekend zijn de kleine gipsen maquettes van het originele "Christus en de Heilige Veronica" van Auguste Carli in het museum van Schone Kunsten van Marseille, maar ook van zijn eigen beeld van priester Jean-Joseph L'Allemand. De kleine beeldjes van "Christus en de Heilige Veronica" werden als promotiemateriaal gegeven aan de schenkers voor de financiering van een marmeren replica van "Christus en de Heilige Veronica" voor de kathedraal van Marseille. Enkele jaren later herhaalden ze deze praktijk om het "monument voor Adolphe Monticelli", dat gemaakt werd door Auguste Carli, te financieren. De verkleinde gipsen versie van "Priester L'Allemand" werden aan 10 Franse Frank verkocht, enerzijds als souvenir voor de bezoekers van de kathedraal, anderzijds om de kosten van het marmer te betalen.   
In 1906 kreeg hij van het  Museum voor Schone Kunsten in Marseille  de opdracht om in  Genua afgietsels te maken van werken van Pierre Puget. in zijn sollicitatiebrief van 1917 voor de functie van professor vermeldt hij afgietsels te hebben gemaakt voor de musea Trocadéro, Saint-Germain en voor het militair hospitaal van Val-de-Grace.  

## Atelier-Museum Gebroeders Carli
Dit aanvankelijk kleine atelier van zijn vroeg overleden vader, werd later het "atelier-museum" van de Gebroeders Carli.

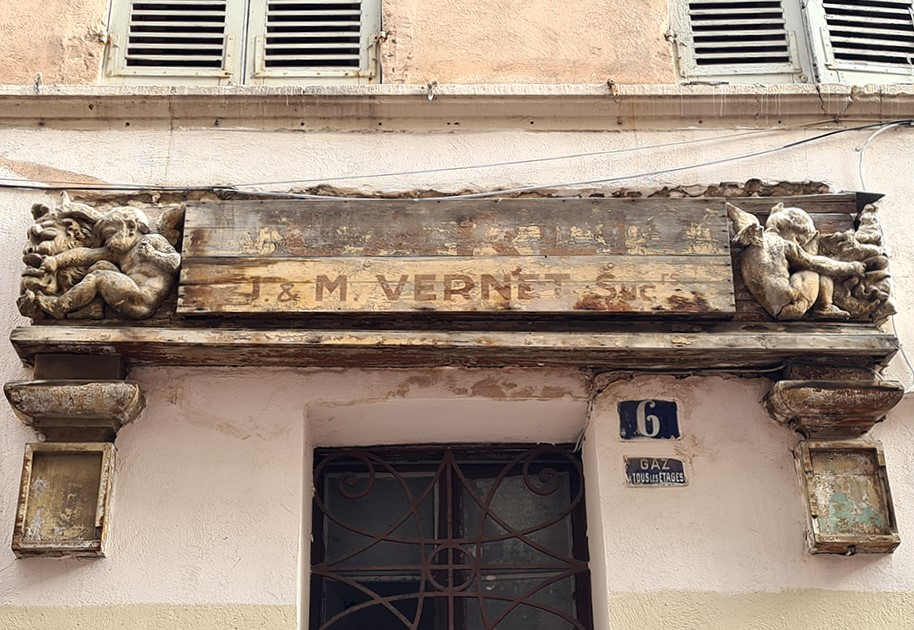
Fronton van het Atelier Museum Gebroeders Carli

Auguste Carli gebruikte de figuren van de spelende kinderen die hij gemaakt had voor het Grand Palais in Parijs als versiering boven de ingangsdeur.
In zijn museumatelier exposeerde François Carli van 1902 tot 1914 de beeldhouwwerken van zijn broer Auguste, van zijn leerling Paul Gonzalès en van hemzelf. Het museum bood tevens een encyclopedisch overzicht van zelf gegoten reproducties van meesterwerken uit alle tijdperken van de Europese beeldhouwkunst.  
Het museum genoot grote faam, wat zorgde voor bestellingen van beelden door particulieren en organisaties, maar ook bestellingen van matrijzen door bronsgieterijen.     
François Carli uitte zich zeer expliciet als overtuigd katholiek in een periode van antiklerikalisme in Frankrijk. Hij organiseerde van mei 1902 tot 1914 jaarlijks één à twee tijdelijke tentoonstellingen in zijn lokalen. Deze tentoonstellingen waren uitsluitend aan religieuze kunst gewijd. Ze kregen de naam  "tentoonstellingen van de maagden", met reproducties van beelden uit de gotische periode en meesterwerken uit de Renaissance. Tussen deze reproducties stonden ook originele werken van de Auguste en François Carli en ook van de beeldhouwer Paul Gonzalès (1856-1938), leerling van de gebroeders Carli.   
Het atelier-museum ging hiermee rechtstreeks de concurrentie aan met het eerder antiklerikale "Salon van Marseille", georganiseerd door de "Vereniging van kunstenaars uit Marseille", die ze trouwens bewust op zelfde data organiseerden. De gebroeders Carli namen in die periode dan ook niet deel aan het "Salon van Marseille", maar wel aan de Salons van naburige steden, zoals Avignon of Toulon, en in Parijs. Ze exposeerden echter wel op de grote tentoonstellingen van Marseille: de Koloniale tentoonstelling in 1906 en de Internationale elektriciteitstentoonstelling in 1908. Om niet te provoceren toonden ze geen religieuze beelden, met uitzondering van 1906 toen Auguste Carli zijn befaamd werk "Christus en de Heilige Veronica"  tentoonstelde. Van 1912 tot 1914 ging François Carli wel deelnemen aan het "Salon van Marseille" en Auguste deed dat in 1913. Ze presenteerden echter geen religieuze beelden om geen ergernis op te wekken bij de antiklerikalen. 
De Eerste Wereldoorlog zorgde voor een sterke daling van de activiteiten van de gipsgieterij.      
Op basis van zijn professionele ervaring werd hij François Carli in oktober 1917, aangesteld als professor gieterij aan de Stedelijke School voor Schone Kunsten.                    

## Eerbewijzen
De "Place Auguste et François Carli", een stadsplein in Marseille, is naar de broers Carli vernoemd.                    
In 1920 behaalde hij een bronzen medaille op de "Salon des artistes français" waar hij vanaf 1905 exposeerde   
In 1933 werd hij benoemd tot Ridder in het Legioen van Eer. 

## Verwarring
De gebroeders François en Auguste Carli uit Marseille hebben geen banden met het vroegere Belgische bedrijf "A.Carli Frères”" uit de L'Olivierstraat in Schaarbeek, waar onder meer Gustave Van Vaerenbergh en Riccardo Aurili als beeldhouwer actief waren. De oprichters van dit bedrijf, de broers Antonio en Ambrosio Carli, en de tweede generatie Giovanni Carli (Jean Carli) waren uit Bagni di Lucca afkomstig.

## Algemene bronnen
- Laurent Noet, Marseille, Ville sculptée, blogspot: L'atelier-musée des frères Carli et la promotion de la sculpture religieuse à Marseille
- (fr) Jean Chélini (2001). Dictionnaire des marseillais. Académie de Marseille - Édisud, Marseille, p. 81. ISBN 2-7449-0254-3..
- (fr) Alauzen, André (2006). Dictionnaire des peintres et sculpteurs de Provence-Alpes-Côte d'Azur. Jeanne Laffitte, Marseille, p. 101. ISBN 978-2-86276-441-2.